# Mebarsapes
Mebarsapes (en grec antic, Μηβαρσάπης; en iranià, Mehrasp) va ser rei d'Adiabene al començament del segle ii. També apareix esmentat com Meharaspes.
Es desconeix el nom del seu antecessor i del successor. Trajà el va atacar durant l'expedició contra els parts cap a l'any 116 i posteriorment els romans van ocupar el país.